# David VII de Geòrgia
David VII fou rei nominal de Geòrgia entre 1246/1247 i 1293 i rei de fet d'Imerècia de cap al 1258 fins a la seva mort el 1293. Va néixer el 1228.
Quan Russudan de Geòrgia va morir, David que era el seu fill estava de visita al gran kan dels mongols per rebre la investidura com a rei. Els mongols governaven la Geòrgia Oriental alhora que la part occidental restava en mans de nobles locals. El país a la part oriental fou dividit en Douman, una espècie de districtes administratius, al cap dels quals estaven nobles georgians però sense un poder com el que tenien abans. Així els nobles van començar a conspirar i es va tenir una reunió per conspirar a Samtskhé, a la fortalesa de Kokhtastavi (prop d'Aspindza) que va ser descoberta i tots els conspiradors empresonats menys dos que es van salvar: Tsotné Dadiani i Kakhaber Dadiani, que havien sortit abans per reunir tropes.
El 1246 la noblesa, sense notícies de David, va decidir triar un nou rei, i va oferir la corona a David, fill il·legítim de Jordi IV Lasha que va ser enviat a la cort del gran kan. Però allí va trobar al David fill de Russudan que esperava ser reconegut rei, car el kan mongol havia mort i no s'havia fet encara el kuriltai (gran assemblea) que havia d'elegir el successor. Precisament el 1246 es va fer aquesta assemblea i va ser elegit Guyuk, net de Genguis Kan que va reconèixer als dos David com a reis però amb una preeminència del David fill de Jordi IV sobre el David fill de Russudan. Així se'ls va anomenar David Ulu (major) i David Narin (menor) o David VI i David VII.
A la tornada David VII no estava d'acord amb compartir el tron, ja que les normes successòries georgianes no reconeixien un il·legítim i va començar a preparar una revolta però els mongols assabentats el van anar a detenir i tot just va poder fugir cap a Imerècia (vers 1258). Com que segons els pactes els mongols no podien entrar a la part occidental, David Narin (VII), que era reconegut per la noblesa local, va governar l'occident com a rei alhora que David Ulu (VI) restava rei a l'est. El 1260 la divisió va ésser formalitzada i el tresor nacional, amagat a les coves Khamli de Mingrèlia, es va dividir en dos parts iguals.
El 1262 David Ulu es va refugiar a Imerétia després d'haver-se rebel·lat dos anys abans, i David Narin els va rebre amb honors però van tornar a començar les disputes sobre quin rei era el principal. David Ulu va poder tornar a l'est al cap de poc perdonat pel Khan i així David VII va restar sobirà únic a Imerècia.
Es va casar el 1254 amb una filla del dèspota Joan Paleòleg (Ioannes Paleologos).
David Narin va morir el 1293.